# 南市旅馆街
39°07′55″N 117°10′33″E / 39.13196°N 117.1757°E南市旅馆街位于天津市区的南市商业区，东邻南市食品街，北面与鼓楼和古文化街隔街相望。
南市旅馆街于1987年建成，建筑占地33亩，总面积4.1万平方米，包括南北两幢主楼和过街楼。旅馆街拥有约500套客房。和南市食品街毗邻，成双城之势，因此被评为津门十景之一的“双城醉月”。